# 欣厄洛姆
欣厄洛姆（荷蘭語：Gingelom，荷蘭語發音：[ˈɣɪŋəˌlɔm]）是比利时弗拉芒大區林堡省哈瑟爾特區的一个市镇，位于林堡、弗拉芒布拉班特、列日三省交界处，通行荷蘭語，是弗拉芒社群的一部分，面积56.49平方千米，人口8,391人（2018年1月1日）。